# عوفرا حازا
عوفرا حازا (عبری: עפרה חזה؛ ۱۹ نوامبر ۱۹۵۷ – ۲۳ فوریهٔ ۲۰۰۰) خواننده پاپ اهل اسرائیل بود.
وی نماینده کشور اسرائیل در مسابقه آواز یوروویژن ۱۹۸۳ بوده است.

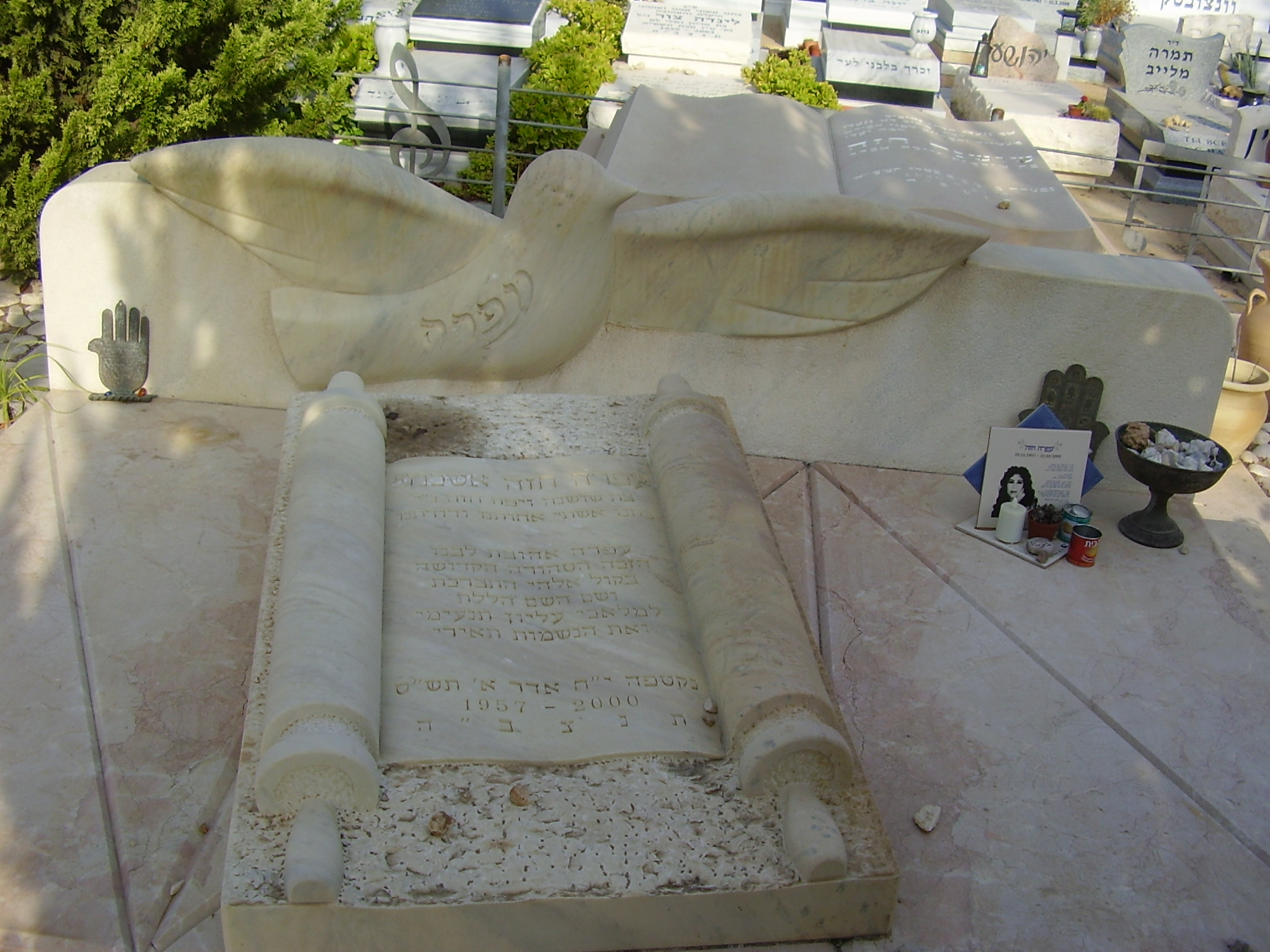
قبر عوفرا حازا در گورستان یرکون.